# Endocruzamento
Endocruzamento é o acasalamento de indivíduos que são geneticamente próximos. O endocruzamento resulta no aumento da zigosidade, que pode aumentar as hipóteses dos descendentes serem afetados por genes recessivos ou problemas de má-formação física. Isto geralmente conduz a uma redução da aptidão de uma população, que é chamada de depressão de consanguinidade.